# Моран, Рувим Давидович
Рувим Давидович Моран (8 сентября 1908, Березовка, Ананьевский уезд, Херсонская губерния, ныне Одесская область, Украина — 19 сентября 1986, Москва) — русский советский поэт, переводчик, внёсший большой вклад в популяризацию татарской поэзии среди русскоязычных читателей.
Заслуженный работник культуры Татарской АССР. Член Союза писателей СССР (1968).

## Биография
С 1919 года жил в Одессе. Писать стихи начал школьником. Познакомился с Эдуардом Багрицким. В 1928 году переехал в город Николаев, работал в чугунолитейном цехе Николаевского судостроительного завода. Здесь же, в Николаеве, приобрел известность, как поэт. Учился на редакционно-издательском факультете Московского полиграфического института (1931—1932).
Участник Великой Отечественной войны, военный корреспондент газеты «Красная звезда». Был тяжело ранен на Брянском фронте. Награждён орденом Красной Звезды, медалями. После войны работал в «Известиях».
В период антисемитской кампании был арестован (1948), находился в лагерях до 1955 года.
Скончался в Москве в 1986 году. Похоронен на Востряковском кладбище (участок 38).
Жена — Илла Михайловна Боруцкая-Моран.

## Сочинения

### Поэзия
- Выбор: Стихи. — Казань, 1968
- В поздний час. — М., Советский писатель, 1990

### Переводы
- Мухтар А. Кусочек солнца. Ташкент, 1958
- Туфан Х. Стихотворения. М., 1958
- Завки У. Избранное. Ташкент, 1959
- Хаким С. По зову Ленина. Казань, 1960
- Лившищ М. Н. На дне неба. М., 1963
- Хаким С. Небо в глазах. Казань, 1966
- Нугманов М. Грозовое лето. М., 1968
- Мухаммади К. Лучистый мячик. М., 1968
- Хаким С. Через кручи. М., 1968
- Эралиев С. Сатар достает облака. М., 1970
- Татарские пословицы. М.. 1971
- Галиев Ш. Огурцы в тюбетейках. М., Дет. литература, 1974
- Татарские пословицы. Казань, 1979
- Хаким С. Заветная книга. М., 1982
- Туфан Х. Внук бабая Небывая. Казань, 1984